# Citroën Xsara
Citroën Xsara (type N) er en bilmodel fra den franske bilfabrikant Citroën.
Modellen kom på markedet i juli 1997 som efterfølger for Citroën ZX. Stationcarmodellen Break fulgte i oktober samme år, og i januar 2000 blev modelprogrammet fuldendt med en kompakt MPV, Xsara Picasso. I 2004 blev modellen afløst af Citroën C4.
Motorprogrammet omfatter benzinmotorer på 1,4, 1,6, 1,8 og 2,0 liter samt suge- og turbodieselmotorer på 1,4, 1,9 og 2,0 liter. I nogle lande, som f.eks. Portugal, findes Xsara også med den 1,5-liters TUD5-dieselmotor.

## Modelvarianter
Xsara findes i fire forskellige karrosserivarianter:
- Femdørs hatchback (Berline), juli 1997 − november 2004
- Tredørs hatchback (Coupé), juli 1997 − november 2004
- Femdørs stationcar (Break), oktober 1997 − maj 2006
- Femdørs kompakt MPV (Xsara Picasso), januar 2000 − januar 2010

- Bagfra
- Citroën Xsara Coupé (1997–2000)
- Citroën Xsara Break (1997–2000)

## Udstyrsvarianter
- X − basisudstyr
- PX − udvidet basisudstyr
- SX − udvidet udstyr
- Exclusive − udvidet SX-udstyr
- VTR − sportsligt, udvidet udstyr (kun Coupé)
- VTS − sportsudstyr (kun Coupé)

### Specialmodeller
- Ocean: Klimaanlæg, tonede varmedæmpende ruder Solar+, velourindtræk, bilradio med seks højttalere og ratfjernbetjening, lakerede kofangere og skørter, lakerede sidebeskyttelseslister og dellakerede sidespejlshuse.
- Millesimé: Klimaanlæg, velourindtræk, lakerede kofangere og skørter, lakerede sidebeskyttelseslister, tonede varmedæmpende ruder Solar+ og trælookdekorationer på gearstang og handskerum.
- Royal: El-justerbare og -opvarmelige sidespejle, udetermometer, klimaanlæg, regnsensor, tonede varmedæmpende ruder Solar+ og el-ruder foran og bagi.
- Windows CE: Begrænset serie fra år 2000 på 500 biler i mauritiusblåmetallic.
- Tonic: El-justerbart højre sidespejl, gardinairbags foran og bagi undtagen midterst bagi, blå dekorationer på instrumentbræt, klimaanlæg, lakerede kofangere og skørter, lakerede sidebeskyttelseslister og dørhåndtag, dellakerede sidespejlshuse, stof-/velourindtræk, fartpilot og tonede varmedæmpende ruder Solar+.
- Chrono (2001): Aluminiumlookdekorationer på midterkonsol og handskerum, klimaanlæg, tonede varmedæmpende ruder Solar+ og velourindtræk.
- Family (modelår 2004).
- WR-Compresseur: Miniserie fra Garage Michel GmbH i Schweiz, med kompressor og dermed øget motoreffekt på 173 kW (235 hk).

## Facelift
I september 2000 fik Xsara til modelåret 2001 et facelift. Bilen blev hovedsageligt ændret i detaljer med bl.a. nye forlygter fra Xsara Picasso, et nyt dobbeltvinklet logo i krom bagpå bilen og et stort forkromet dobbeltvinklet logo på kølergrillen. Samtidig kom der nye 16-ventilede benzinmotorer på 1,6 og 2,0 liter, og den 8-ventilede 1,6-litersmotor samt 1,8-litersmotorerne udgik. Den faceliftede Xsara kom til Danmark omkring den 1. november 2000.
Fra starten af 2001 kunne Xsara også bestilles med en stærkere Euro3-dieselmotor med en effekt på 80 kW (109 hk). Den højere effekt i forhold til den hidtidige version med 66 kW (90 hk), som blev i modelprogrammet, er opnået ved monteringen af en ladeluftkøler. Salget startede i maj 2001.
2002-modellen fik et lettere modificeret interiør med bl.a. en ny radiokontrol på rattet. I midten af 2002 blev VTS-versionen med 120 kW (163 hk) taget af programmet.
I februar 2003 blev eksteriøret lettere modificeret med bl.a. en ny kofanger fortil.
Produktionen af Berline og Coupé blev indstillet i november 2004 som følge af introduktionen af efterfølgeren C4. Stationcarudgaven Break blev dog i modelprogrammet frem til maj 2006 med 1,6-liters benzinmotoren med 80 kW (109 hk) og 2,0-liters dieselmotoren med 66 kW (90 hk), da der ikke var planlagt nogen stationcarudgave af C4 og bilen fortsat var billig med stor nytteværdi.
Xsara Picasso blev i modelprogrammet frem til januar 2010, selv om efterfølgeren C4 Picasso allerede var blevet introduceret i oktober 2006.
- Citroën Xsara (2000–2004)
- Bagfra
- Citroën Xsara Coupé VTS (2000–2002)

## Tekniske data
Motorerne er afhængig af årgang let modificeret på grund af ændrede udstødningsnormer.

### Benzinmotorer
|                                                | 1.4i                | 1.4i                | 1.6i                            | 1.6i 16V                          | 1.8i                | 1.8i                  | 1.8i 16V                           | 2.0i 16V                        | 2.0i 16V                                            | 2.0i 16V VTS         |
| Byggeperiode                                   | 7/1997−8/2000       | 9/2000−11/2004      | 7/1997−8/2000                   | 9/2000−5/2006                     | 7/1997−8/2000       | 7/1997−7/1999         | 7/1997−8/2000                      | 1998−8/2000                     | 9/2000−11/2004                                      | 2/1998−6/2002        |
| Motordata                                      |                     |                     |                                 |                                   |                     |                       |                                    |                                 |                                                     |                      |
| Motorkode                                      | TU3 JP (KFX)        | TU3 JP (KFW)        | TU5 JP (NFZ)                    | TU5 JP4 (NFU)                     | XU7 JB (LFX)        | XU7 JP (LFZ)          | XU7 JP4 (LFY)                      | XU10 J4R (RFV)                  | EW10 J4 (RFN)                                       | XU10 J4RS (RFS)      |
| Motortype                                      | R4-benzinmotor      | R4-benzinmotor      | R4-benzinmotor                  | R4-benzinmotor                    | R4-benzinmotor      | R4-benzinmotor        | R4-benzinmotor                     | R4-benzinmotor                  | R4-benzinmotor                                      | R4-benzinmotor       |
| Antal ventiler pr. cylinder                    | 2                   | 2                   | 2                               | 4                                 | 2                   | 2                     | 4                                  | 4                               | 4                                                   | 4                    |
| Ventilstyring                                  | OHC, tandrem        | OHC, tandrem        | OHC, tandrem                    | DOHC, tandrem                     | OHC, tandrem        | OHC, tandrem          | DOHC, tandrem                      | DOHC, tandrem                   | DOHC, tandrem                                       | DOHC, tandrem        |
| Fødesystem                                     | Multipoint          | Multipoint          | Multipoint                      | Multipoint                        | Multipoint          | Multipoint            | Multipoint                         | Multipoint                      | Multipoint                                          | Multipoint           |
| Trykladning                                    | –                   | –                   | –                               | –                                 | –                   | –                     | –                                  | –                               | –                                                   | –                    |
| Køling                                         | Vandkøling          | Vandkøling          | Vandkøling                      | Vandkøling                        | Vandkøling          | Vandkøling            | Vandkøling                         | Vandkøling                      | Vandkøling                                          | Vandkøling           |
| Boring × slaglængde                            | 75,0 × 77,0 mm      | 75,0 × 77,0 mm      | 78,5 × 82,0 mm                  | 78,5 × 82,0 mm                    | 83,0 × 81,4 mm      | 83,0 × 81,4 mm        | 83,0 × 81,4 mm                     | 86,0 × 86,0 mm                  | 85,0 × 88,0 mm                                      | 86,0 × 86,0 mm       |
| Slagvolume                                     | 1360 cm³            | 1360 cm³            | 1587 cm³                        | 1587 cm³                          | 1761 cm³            | 1761 cm³              | 1761 cm³                           | 1998 cm³                        | 1997 cm³                                            | 1998 cm³             |
| Kompressionsforhold                            | 10,2:1              | 10,2:1              | 10,2:1                          | 9,6:1                             | 9,5:1               | 9,25:1                | 10,4:1                             | 10,4:1                          | 10,8:1                                              | 10,8:1               |
| Maks. effekt ved omdr./min.                    | 55 kW (75 hk) 5500  | 55 kW (75 hk) 5500  | 65 kW (88 hk) 5600              | 80 kW (109 hk) 5750               | 66 kW (90 hk) 5000  | 74 kW (101 hk) 6000   | 81 kW (110 hk) 5500                | 97 kW (132 hk) 5500             | 100 kW (136 hk) 6000                                | 120 kW (163 hk) 6500 |
| Maks. drejningsmoment ved omdr./min.           | 111 Nm 3400         | 120 Nm 3400         | 135 Nm 2600                     | 147 Nm 4000                       | 147 Nm 2600         | 153 Nm 3000           | 155 Nm 4250                        | 180 Nm 4200                     | 190 Nm 4100                                         | 193 Nm 5500          |
| Udstødningsnorm                                | Euro2               | Euro3               | Euro2                           | Euro3                             | Euro2               | Euro2                 | Euro2                              | Euro2                           | Euro3                                               | Euro2/3              |
| Kraftoverførsel                                |                     |                     |                                 |                                   |                     |                       |                                    |                                 |                                                     |                      |
| Drivende hjul                                  | Forhjul             | Forhjul             | Forhjul                         | Forhjul                           | Forhjul             | Forhjul               | Forhjul                            | Forhjul                         | Forhjul                                             | Forhjul              |
| Gearkasse (standardudstyr)                     | 5-trins manuel      | 5-trins manuel      | 5-trins manuel                  | 5-trins manuel                    | 5-trins manuel      | 4-trins automatisk    | 5-trins manuel                     | 5-trins manuel                  | 5-trins manuel                                      | 5-trins manuel       |
| Gearkasse (ekstraudstyr)                       | –                   | –                   | 4-trins automatisk              | 4-trins automatisk                | –                   | –                     | –                                  | 4-trins automatisk              | 4-trins automatisk                                  | –                    |
| Præstationer (Berline/Coupé)                   |                     |                     |                                 |                                   |                     |                       |                                    |                                 |                                                     |                      |
| Topfart                                        | 175 km/t            | 172 km/t            | 182 km/t (178 km/t)             | 195 km/t VTS: 197 km/t (192 km/t) | 182 km/t            | (177 km/t)            | 195 km/t VTS: 198 km/t             | 205 km/t (201 km/t)             | 210 km/t VTS: 212 km/t (205 km/t) VTS: (208 km/t)   | 220 km/t             |
| Acceleration 0-100 km/t                        | 14,1 sek.           | 14,8 sek.           | 13,1 sek. (14,5 sek.)           | 10,9 sek. (14,2 sek.)             | 13,1 sek.           | (15,4 sek.)           | 10,7 sek. VTS: 10,6 sek.           | 9,9 sek. (12,1 sek.)            | 9,6 sek. VTS: 9,5 sek. (11,5 sek.) VTS: (11,4 sek.) | 8,7 sek.             |
| Brændstofforbrug pr. 100 km ved blandet kørsel | 6,9 liter Blyfri 95 | 6,7 liter Blyfri 95 | 7,9 liter (7,8 liter) Blyfri 95 | 6,9 liter (7,6 liter) Blyfri 95   | 7,9 liter Blyfri 95 | (9,1 liter) Blyfri 95 | 8,3 liter VTS: 8,5 liter Blyfri 95 | 8,7 liter (9,6 liter) Blyfri 95 | 7,7 liter (8,4 liter) Blyfri 95                     | 9,3 liter Blyfri 95  |
| CO2-udslip ved blandet kørsel                  | 170 g/km            | 159 g/km            | 177 g/km                        | 160 g/km (180 g/km)               | 192 g/km            | (220 g/km)            | 198 g/km                           | 209 g/km (232 g/km)             | 184 g/km (197 g/km)                                 | 215 g/km             |
| Præstationer (Break)                           |                     |                     |                                 |                                   |                     |                       |                                    |                                 |                                                     |                      |
| Topfart                                        | 175 km/t            | 175 km/t            | 182 km/t (178 km/t)             | 196 km/t (193 km/t)               | 182 km/t            | (178 km/t)            | 196 km/t                           | 206 km/t (202 km/t)             | 210 km/t (207 km/t)                                 | –                    |
| Acceleration 0-100 km/t                        | 14,6 sek.           | 15,3 sek.           | 13,1 sek. (14,5 sek.)           | 11,2 sek. (14,4 sek.)             | 13,5 sek.           | (15,8 sek.)           | 11,1 sek.                          | 10,2 sek. (12,4 sek.)           | 9,8 sek. (11,7 sek.)                                | –                    |
| Brændstofforbrug pr. 100 km ved blandet kørsel | 6,9 liter Blyfri 95 | 6,7 liter Blyfri 95 | 7,9 liter (7,8 liter) Blyfri 95 | 6,9 liter (7,6 liter) Blyfri 95   | 9,0 liter Blyfri 95 | (9,2 liter) Blyfri 95 | 8,4 liter Blyfri 95                | 8,7 liter (9,6 liter) Blyfri 95 | 7,7 liter (8,5 liter) Blyfri 95                     | –                    |
| CO2-udslip ved blandet kørsel                  | 170 g/km            | 159 g/km            | 177 g/km                        | 160 g/km (180 g/km)               | 194 g/km            | (222 g/km)            | 198 g/km                           | 209 g/km (232 g/km)             | 184 g/km (200 g/km)                                 | –                    |

1. ↑  1.8i 16V som LPG-version til visse lande: Maks. effekt 77 kW (105 hk)
2. 1 2  Værdier i parentes gælder for versioner med automatgear

Benzinmotorerne er af fabrikanten fra og med årgang 2000 godkendt til brug med E10-brændstof.

### Dieselmotorer
|                                                | 1.4 HDi            | 1.9 D              | 1.9 D              | 1.9 SD             | 1.9 TD                    | 2.0 HDi            | 2.0 HDi                      |
| Byggeperiode                                   | 1/2003−11/2004     | 7/1997−1/1999      | 2/1999−11/2004     | 2/1998−2/1999      | 7/1997−8/2000             | 2/1999−5/2006      | 5/2001−11/2004               |
| Motordata                                      |                    |                    |                    |                    |                           |                    |                              |
| Motorkode                                      | DV4 TD             | XUD9 /Z            | DW8                | XUD9 SD (DHW)      | XUD9 TE/Y (DHY)           | DW10 TD (RHY)      | DW10 ATED (RHZ)              |
| Motortype                                      | R4-dieselmotor     | R4-dieselmotor     | R4-dieselmotor     | R4-dieselmotor     | R4-dieselmotor            | R4-dieselmotor     | R4-dieselmotor               |
| Antal ventiler pr. cylinder                    | 2                  | 2                  | 2                  | 2                  | 2                         | 2                  | 2                            |
| Ventilstyring                                  | OHC, tandrem       | OHC, tandrem       | OHC, tandrem       | OHC, tandrem       | OHC, tandrem              | OHC, tandrem       | OHC, tandrem                 |
| Fødesystem                                     | Commonrail         | Hvirvelkammer      | Hvirvelkammer      | Hvirvelkammer      | Hvirvelkammer             | Commonrail         | Commonrail                   |
| Trykladning                                    | Turbolader         | –                  | –                  | Turbolader         | Turbolader, ladeluftkøler | Turbolader         | Turbolader, ladeluftkøler    |
| Køling                                         | Vandkøling         | Vandkøling         | Vandkøling         | Vandkøling         | Vandkøling                | Vandkøling         | Vandkøling                   |
| Boring × slaglængde                            | 73,7 × 82,0 mm     | 83,0 × 88,0 mm     | 82,2 × 88,0 mm     | 83,0 × 88,0 mm     | 83,0 × 88,0 mm            | 85,0 × 88,0 mm     | 85,0 × 88,0 mm               |
| Slagvolume                                     | 1398 cm³           | 1905 cm³           | 1868 cm³           | 1905 cm³           | 1905 cm³                  | 1997 cm³           | 1997 cm³                     |
| Kompressionsforhold                            | 17,9:1             | 23,0:1             | 23,0:1             | 21,8:1             | 21,8:1                    | 18,0:1             | 18,0:1                       |
| Maks. effekt ved omdr./min.                    | 50 kW (68 hk) 4000 | 50 kW (68 hk) 4600 | 51 kW (69 hk) 4600 | 55 kW (75 hk) 4600 | 66 kW (90 hk) 4000        | 66 kW (90 hk) 4000 | 80 kW (109 hk) 4000          |
| Maks. drejningsmoment ved omdr./min.           | 160 Nm 2000        | 120 Nm 2000        | 125 Nm 2500        | 135 Nm 2250        | 196 Nm 2250               | 205 Nm 1900        | 250 Nm 1750                  |
| Udstødningsnorm                                | Euro3              | Euro2              | Euro2/3            | Euro2              | Euro2                     | Euro2/3            | Euro3                        |
| Kraftoverførsel                                |                    |                    |                    |                    |                           |                    |                              |
| Drivende hjul                                  | Forhjul            | Forhjul            | Forhjul            | Forhjul            | Forhjul                   | Forhjul            | Forhjul                      |
| Gearkasse (standardudstyr)                     | 5-trins manuel     | 5-trins manuel     | 5-trins manuel     | 5-trins manuel     | 5-trins manuel            | 5-trins manuel     | 5-trins manuel               |
| Gearkasse (ekstraudstyr)                       | –                  | –                  | –                  | –                  | –                         | –                  | 4-trins automatisk           |
| Præstationer (Berline/Coupé)                   |                    |                    |                    |                    |                           |                    |                              |
| Topfart                                        | 164 km/t           | 162 km/t           | 162 km/t           | 168 km/t           | 178 km/t                  | 180 km/t           | 193 km/t (190 km/t)          |
| Acceleration 0-100 km/t                        | 16,7 sek.          | 17,2 sek.          | 18,0 sek.          | 16,5 sek.          | 12,7 sek.                 | 12,8 sek.          | 11,3 sek. (12,4 sek.)        |
| Brændstofforbrug pr. 100 km ved blandet kørsel | 4,5 liter Diesel   | 6,4 liter Diesel   | 6,2 liter Diesel   | 6,5 liter Diesel   | 6,2 liter Diesel          | 5,4 liter Diesel   | 5,2 liter (5,8 liter) Diesel |
| CO2-udslip ved blandet kørsel                  | 120 g/km           | 169 g/km           | 164 g/km           | 171 g/km           | 175 g/km                  | 141 g/km           | 138 g/km (154 g/km)          |
| Præstationer (Break)                           |                    |                    |                    |                    |                           |                    |                              |
| Topfart                                        | 164 km/t           | 162 km/t           | 162 km/t           | 168 km/t           | 179 km/t                  | 181 km/t           | 194 km/t (191 km/t)          |
| Acceleration 0-100 km/t                        | 16,7 sek.          | 17,2 sek.          | 17,7 sek.          | 16,8 sek.          | 13,3 sek.                 | 13,6 sek.          | 11,8 sek. (12,7 sek.)        |
| Brændstofforbrug pr. 100 km ved blandet kørsel | 5,7 liter Diesel   | 6,5 liter Diesel   | 6,2 liter Diesel   | 6,5 liter Diesel   | 6,2 liter Diesel          | 5,5 liter Diesel   | 5,3 liter (5,9 liter) Diesel |
| CO2-udslip ved blandet kørsel                  |                    | 171 g/km           | 164 g/km           | 171 g/km           | 175 g/km                  | 144 g/km           | 141 g/km (156 g/km)          |

1. 1 2  Værdier i parentes gælder for versioner med automatgear

## Sikkerhed
Modellen blev i 1998 kollisionstestet af Euro NCAP med et resultat på tre stjerner ud af fem mulige.
Det svenske forsikringsselskab Folksam vurderer flere forskellige bilmodeller ud fra oplysninger fra virkelige ulykker, hvorved risikoen for død eller invaliditet i tilfælde af en ulykke måles. I rapporterne Hur säker är bilen? er/var Xsara klassificeret som følger:
- 2007: Som middelbilen[9]
- 2009: Dårligere end middelbilen[10]
- 2011: Som middelbilen[11]
- 2013: Mindst 20 % bedre end middelbilen[12]
- 2015: Mindst 20 % bedre end middelbilen[13]
- 2017: Som middelbilen[14]
- 2019: Som middelbilen[15]

## Motorsport
Den franske rallyverdensmester Sébastien Loeb har i World Rally Championship kørt en Citroën Xsara WRC som rallybil, med hvilken han blev rallyverdensmester i 2004, 2005 og 2006. Fra 2007 til 2010 kørte han efterfølgeren, Citroën C4 WRC.
En yderligere kører var englænderen Colin McRae (1968−2007), som i 2003 kørte en Xsara WRC men efter flere mislykkede løb trådte ud af WRC. I 2006 overtog han dog føringen af en Xsara WRC, da Loeb var kommet til skade.